# 加山キャプテンコーストスキー場
加山キャプテンコーストスキー場（かやまキャプテンコーストスキーじょう）は、かつて新潟県湯沢町に存在したスキー場である。オーナーの加山雄三が、スキーにかける情熱をもって作り上げたゲレンデであった。資金難で当初の予定規模のコース（第5〜第8ゲレンデが欠番）が設定できなかったこと、付近の交通の便の良いスキー場が新設・増設されたことやスキー人口の減少等々の事情により2011年に閉鎖された。
加山が来場する際は公式サイトにて事前アナウンスされていた。

## 沿革
- 1990年12月28日 - 開業。
- 2010年11月17日 - 2010-2011シーズンは一時休業するとアナウンスされる。理由は「リニューアルオープンのため」。
- 2011年7月 - 3月に発生した東北地方太平洋沖地震の影響や若者のスキー離れなどによる経営資金調達困難を理由として閉鎖が決定[1]。

## コース
- リフト4本によりゲレンデが7コース設定されていた。直線的なコースがほとんどだった。主に初心者から中級者向けであった。
- 第1ゲレンデと第10ゲレンデはスキー専用、スノーボード不可となっていた。

## その他
- 夏に加山雄三プロデュースによる野外コンサートイベント「湯沢フィールド音楽祭」が開催されることがあった。
- 2010-2011シーズンはリニューアルのためと称して完全休業。その内容はアナウンスなしのため不明であった。

## 脚註
1. ↑  “若大将のスキー場、震災に勝てず閉鎖へ”. YOMIURI ONLINE (読売新聞社). (2011年7月30日).  オリジナルの2014年7月5日時点におけるアーカイブ。 2011年7月30日閲覧。